# Lamothe-Cumont
Lamothe-Cumont è un comune francese di 121 abitanti situato nel dipartimento del Tarn e Garonna nella regione dell'Occitania.

## Società

### Evoluzione demografica
Abitanti censiti